# Кэрролл, Вирджиния
Вирджи́ния Кэ́рролл (англ. Virginia Carroll; 2 декабря 1913, Лос-Анджелес, Калифорния — 23 июля 2009, Санта-Барбара, Калифорния) — американская актриса кино и телевидения, меньше известна как актриса театра.

## Биография
Вирджиния Элизабет Кэрролл родилась 2 декабря 1913 года в Лос-Анджелесе (штат Калифорния, США). Отца звали Фрэнк Кэрролл (1879—1933), он был инженером-механиком, мать звали Мэри Галлахер. Брат — Фрэнк Ф. Кэрролл (1924—?). В 1933 году родители Вирджинии развелись, через несколько месяцев отец будущей актрисы умер. Девушка работала моделью в крупном магазине I Magnum’s, и однажды там её увидел «охотник за талантами» киностудии RKO Pictures, который предложил девушке завтра же прийти на кинопробы. Узнав об оплате — «около 75 долларов в неделю» — Вирджиния сразу же согласилась. Однако с первого раза её не взяли: она пробовалась на роль фотомодели в фильме «Роберта», но рост будущей актрисы составлял всего 165 сантиметров, поэтому девушка приходила в RKO пять дней подряд, пока её всё-таки не утвердили на роль «спортивной модели». Таким образом, она с 1934 года начала сниматься в кинофильмах и киносериалах, с 1951 года — в телесериалах, преимущественно в вестернах; снималась до 1965 года. Широкой известности актриса не получила: в большинстве лент она сыграла второстепенные и эпизодические роли, зачастую без указания в титрах (медсёстры, секретарши и т. п.)
Скончалась 23 июля 2009 года в возрасте 95 лет в городе Санта-Барбара (штат Калифорния) от естественных причин. Похоронена на кладбище «Лесная лужайка (Голливудские холмы)».

### Личная жизнь
Кэрролл была замужем дважды:
1. Ральф Бёрд[англ.] (1909—1952), известный актёр кино и телевидения[8]. Брак был заключён в 1936 году[3] (либо в 1937 году[9]) и продолжался 16 (15) лет до самой смерти мужа. От брака осталась дочь, Кэрролл Диана Бёрд (1937—?)[10].
2. Ллойд МакЛин (1906—1969) — малоизвестный киномеханик[англ.] 20th Century Studios. Брак был заключён 15 июня 1957 года и продолжался 12 лет до самой смерти мужа[3]. Детей от брака не было[11].

## Избранная фильмография

### Широкий экран
В титрах указана
- 1940 — Мост Ватерлоо / Waterloo Bridge — Сильвия
- 1947 — Чёрная вдова[англ.] / The Black Widow — доктор Энн Кёрри (в 6-й и 7-й серии)
- 1955 — Большая наводка / The Big Tip Off — миссис Кёрри

В титрах не указана
- 1935 — Роберта / Roberta — модель
- 1935 — Скандалы Джорджа Уайта 1935 года / George White's 1935 Scandals — танцовщица
- 1937 — Любимец Нью-Йорка[англ.] / The Toast of New York — Вирджиния Ли
- 1938 — Дик Трейси возвращается[англ.] / Dick Tracy Returns — стюардесса
- 1940 — Таинственный доктор Сатана / Mysterious Doctor Satan — медсестра (в 11-й серии)
- 1941 — Горшок золота[англ.] / Pot o' Gold — секретарша
- 1943 — Агенты ФБР против Чёрного Дракона[англ.] / G-Men vs. the Black Dragon — медсестра
- 1944 — Серенада озера Плейсид[англ.] / Lake Placid Serenade — секретарша
- 1945 — Мошенники[англ.] / The Cheaters — мисс Хемстед
- 1946 — Убийство в мюзик-холле[англ.] / Murder in the Music Hall — кассирша
- 1946 — Дочь Дона Кью[англ.] / Daughter of Don Q — Роза Перальта
- 1946 — Малиновый призрак[англ.] / The Crimson Ghost — медсестра (в 8-й и 9-й серии)
- 1948 — Супермен / Superman — Марта Кент
- 1949 — Всадники Свистящих Сосен[англ.] / Riders of the Whistling Pines — горожанка
- 1950 — Пылающее солнце[англ.] / The Blazing Sun — горожанка
- 1952 — Кредитная акула / Loan Shark — Нетта Касмер
- 1953 — Происшествие на Саут-стрит / Pickup on South Street — медсестра
- 1954 — Мир женщины[англ.] / Woman's World — женщина в подвале
- 1955 — Жестокая суббота / Violent Saturday — Кэрол, секретарша
- 1955 — Доброе утро, мисс Дав[англ.] / Good Morning, Miss Dove — Энн
- 1956 — День «Д», 6 июня / D-Day the Sixth of June — американская медсестра
- 1956 — Больше чем жизнь / Bigger Than Life — миссис Джонс
- 1959 — Сюжет на первую полосу[англ.] / The Story on Page One — полицейская надзирательница

### Телевидение
- 1952 — Приключения Супермена[англ.] / Adventures of Superman — миссис Уильямс (в эпизоде The Birthday Letter[англ.])
- 1952, 1954—1956 — Шоу Роя Роджерса[англ.] / The Roy Rogers Show — разные роли (в 5 эпизодах)
- 1954 — Приключения Кита Карсона[англ.] / The Adventures of Kit Carson — Мэри Джордан (в 2 эпизодах)
- 1954, 1957 — Студия 57[англ.] / Studio 57 — разные роли (в 2 эпизодах)
- 1955 — Приключения Дикого Билла Хикока[англ.] / The Adventures of Wild Bill Hickok — миссис Нири (в эпизоде Cry Wolf)
- 1955 — Миллионер[англ.] / The Millionaire — продавщица мехов (в эпизоде The Mildred Milliken Story)
- 1955 — Военно-морской журнал[англ.] / Navy Log — мать (в эпизоде Navy Corpsman)
- 1956—1957 — Театр General Electric[англ.] / General Electric Theater — разные роли (в 2 эпизодах)
- 1956—1959 — Сеть[англ.] / Dragnet — разные роли (в 4 эпизодах)
- 1957 — Предоставьте это Биверу[англ.] / Leave It to Beaver — медсестра (в эпизоде It's a Small World[англ.])
- 1961 — Перри Мейсон / Perry Mason — миссис Уэлш (в эпизоде The Case of the Envious Editor)
- 1962 — Шоу Джои Бишопа[англ.] / The Joey Bishop Show — женщина на вечеринке (в эпизоде Joey Hires a Maid)
- 1965 — Длинное жаркое лето[англ.] / The Long, Hot Summer — Барбара Кросли (в эпизоде Run, Hero, Run)